# 紐約市歷史

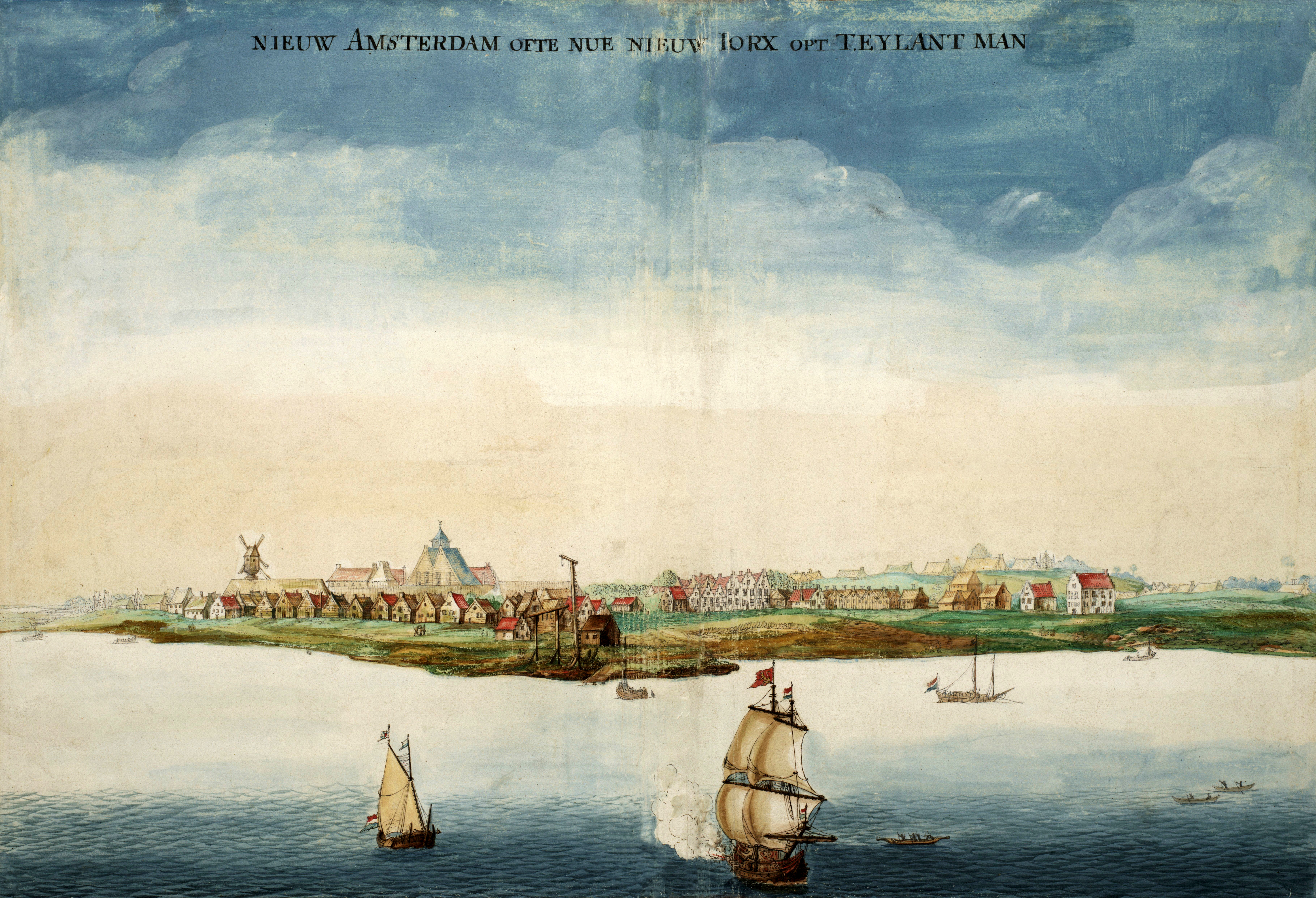
新阿姆斯特丹

本條目介紹紐約市歷史，紐約市是紐約州的一部分，紐約州的歷史請參閱紐約州歷史。

## 當地原住民
現代紐約地區原居住著萊納佩人原住民，傳統語言使用阿爾岡昆語族的一支：烏納米語（Unami）語。另在東長島的原住民屬於莫西干人及佩科特人，在文化、語言上，與新英格蘭地區的原住民比較有相關。
歷史學家估計，在17世紀歐洲人開始定居時，約有5千名萊納佩人居住在當地的80個定居點。當時萊納佩人已經開發複雜的狩獵和資源管理技術，懂得在海灣中收穫魚蝦貝類，也已經知道使用刀耕火種的技術耕作植被，延續種植地的生產力。這些民族利用紐約地區豐富的水道，進行捕魚、狩獵、貿易，甚至戰爭。
早期歐洲定居者有時會沿用當地原有的烏納米語語來命名地點，例如拉里坦灣和卡納西，以及與曼哈頓下城對岸在新澤西的哈肯萨克，均源自萊納佩人的原有名稱。當年原住民所開闢的道路，現在有些已成為紐約市的主要通道，例如曼哈頓的百老匯、布朗克斯和威徹斯特。

## 歐洲人抵達
抵達該地區的第一位歐洲人是義大利人喬瓦尼·達韋拉扎諾，於1524年指揮法國船隻「海豚號」（La Dauphine）航行至此。據信，他曾經到達上紐約灣一帶，並遇到當地的萊納佩（Lenape）原住民，然後通過納羅斯水道返航，繼續其航程。他將此區域命名為新昂古萊姆（Nouvelle-Angoulême），以紀念法國昂古萊姆王室。接下來的一百年中，該地區偶有歐洲毛皮商人探訪，例如1525年的Esteban Gomez。
1609年9月2日，受僱於荷蘭東印度公司的英國人亨利·哈德遜駕乘「半月號」帆船穿過納羅斯水道進入上紐約灣。哈德遜與哥倫布有類似的動機，也是在尋找通往亞洲的向西航道，但最終未能找到。哈德遜注意到海域周邊海狸群聚，因當時海狸毛皮在歐洲極為流行，具有利潤豐厚的商業潛力。返航後，哈德遜關於紐約區域海狸種群的探索報告，促使荷蘭商人於新世界建立貿易殖民地。如今，為紀念海狸的歷史重要性，可在紐約市的市徽上見到刻有海狸的圖案。

## 荷蘭人定居
1614年，荷蘭第一個毛皮貿易站和定居點設在位於紐約奧爾巴尼附近，新尼德兰首次出現在地圖上，荷蘭人與當地原住民從事皮毛貿易，紐約成為美洲大陸第12古老的歐洲人定居點。
1624年5月，荷蘭西印度公司在曼哈頓南端哈德遜河口附近的總督島登陸，開始讓一些家庭定居此地。1625年，荷蘭人在今日曼哈頓島上開始建造阿姆斯特丹城堡，稱之為新阿姆斯特丹。
居民集中在曼哈頓下城位置，從島的下端延伸到今日的華爾街一帶。荷蘭西印度公司接著進口非洲奴隸作為勞工，建成12英尺高的木柵欄寨子，以防禦英國人和原住民的襲擊。1626年，荷蘭西印度公司以60荷蘭盾的價值從原住民手中購買了曼哈頓島。另有一個未經證實的傳說稱，曼哈頓是用價值24美元的玻璃珠所換取的。
荷蘭人收購土地後，新阿姆斯特丹的發展仍舊緩慢。為了吸引定居者，荷蘭人於1628年建立了「贊助人制度」（the Patroon System），凡是富裕荷蘭人能將50人帶到新阿姆斯特丹者，將獲得大片土地、政治參與權，以及參與利潤豐厚的毛皮貿易，但這個計畫沒收到預期的效果。1639年至1640年，荷蘭西印度公司在新阿姆斯特丹放棄對毛皮貿易的壟斷，同時新阿姆斯特丹與西印度群島的食品、木材、煙草與奴隸貿易開始增加。
1643年2月，新阿姆斯特丹跨越哈德遜河的帕沃尼亚地區發生屠殺事件，造成80名原住民死亡。此後，阿爾岡昆人各部落聯手，幾乎擊敗當地殖民的荷蘭人。荷蘭當局緊急派遣額外部隊全力壓制原住民，並於1645年8月29日雙方達成和平條約。
1647年，彼得·斯泰弗森特擔任新尼德兰最後一任執政官。在他任職期間，新阿姆斯特丹的人口從2千人增加到8千人。斯泰弗森特制定酒類銷售條例，在增進殖民地法律秩序方面受到讚譽；但他試圖控制荷蘭歸正教會，也因此得到專制領導者的名聲。他甚至阻止其他宗教團體（包括貴格會、猶太教和路德會）建立禮拜堂，此舉引發民怨，荷蘭西印度公司曾多次努力緩解他與新阿姆斯特丹居民間的緊張關係。
1653年2月2日，新阿姆斯特丹正式合併為一個城市，首任市長為Arent van Hattem及Martin Cregier。
到1660年代初，新阿姆斯特丹的歐洲人口約有1500人，其中僅約一半是荷蘭人，另有375名非洲人，其中300人是奴隸。
如今的紐約市仍保留一些源自荷蘭的地名，最著名的包括法拉盛、哈萊姆與布魯克林。然而，建築物從17世紀遺留下來的不多。紐約現存最古老的房屋是位於布魯克林的Pieter Claesen Wyckoff House，建於1652年。

## 英國殖民期
1664年，斯泰弗森特在毫無抵抗情況下，將新阿姆斯特丹交給理察·尼科爾斯上校率領的英國軍隊。投降的協議中，允許原荷蘭居民繼續留在殖民地，並享有其宗教自由。1667年，第二次英荷戰爭後，荷蘭人決定保有南美洲的蘇里南殖民地，英國人則保有新阿姆斯特丹，並更改名稱為「紐約」。位於哈德遜河以北240公里處的奧蘭治堡，也更名為奧爾巴尼。第二次英荷戰爭在1667結束，兩國在布雷達條約中確認此項轉變。1673年8月第三次英荷戰爭期間，荷蘭船長安東尼·科爾夫（Anthony Colve）從英國人手中奪取了紐約殖民地，將其重新命名為「新奧蘭治」，但荷蘭人隨後在1674年11月的威斯敏斯特條約（Treaty of Westminster）中，將該島歸還給英國。
在1660年至1670年間，美洲原住民之間發生幾次部落間戰爭，以及之後與歐洲人接觸引起的流行病，造成了萊納佩人人口的大量損失。到1700年，萊納佩人人口已只有200人左右。在18世紀，紐約經歷幾次黃熱病大流行，又失去一些人口，僅在1702年就失去10%。
1700年代初期，紐約在貿易港口的重要性日益增加，由於大量勞動力的需求，紐約演變成為奴隸制的中心，在1730年，42%的家庭持有奴隸，除南卡羅來納州查爾斯頓以外，這是北美最高的蓄奴比例。港口的奴隸勞動與紐約經濟運作方式密不可分，當時大多數奴隸主持有數個奴隸，供其他人僱用以從事勞動。1990年代，在紐約建造新聯邦法院期間，在弗利廣場發現一個非洲人的大型墓園，顯示殖民時期該區埋葬有數萬名非洲人，當今墓地已被保留為非洲人墓地國家文物。
1735年，約翰·彼得·曾格因批評殖民總督威廉·科斯比（William Cosby）後，被指控犯有煽動性誹謗罪，在曼哈頓受審後被無罪釋放，曾格案件成為北美建立新聞自由的一個知名的判例。1754年，曼哈頓下城的國王學院在英國喬治二世國王的特許下成立，日後成為現今的哥倫比亞大學。

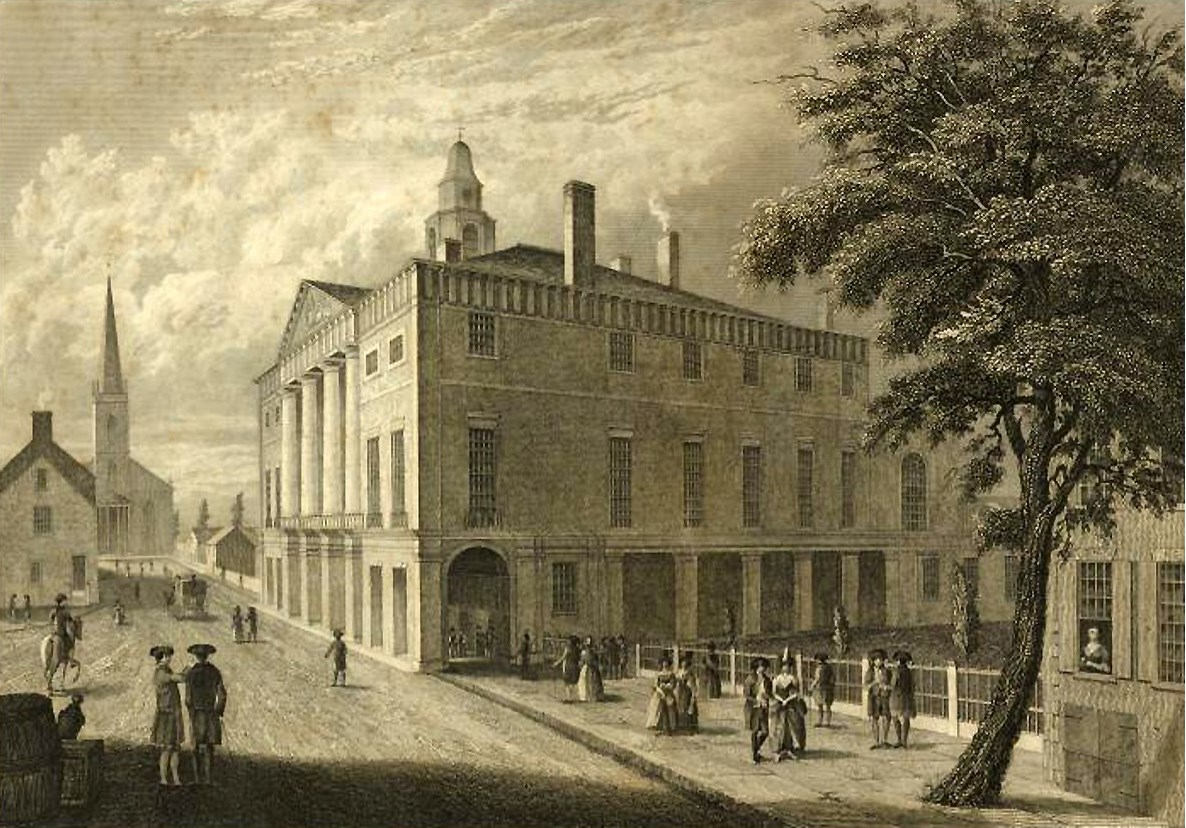
1789年紐約華爾街

在英國殖民時期，紐約市一直是英國人在北美洲之貿易基地之一。隨着紐約市和周邊地區發展起來，當地人開始萌起獨立自治的意識。現時紐約市的所在，正是當時美國獨立戰爭早期一連串戰役的舞台。在戰事完結不久，紐約市仍受英國統治。直至1783年，最後一艘英國船撤離當地，紐約市才成為當時新成立的國家─美國的一部分。

## 革命初期及早期聯邦

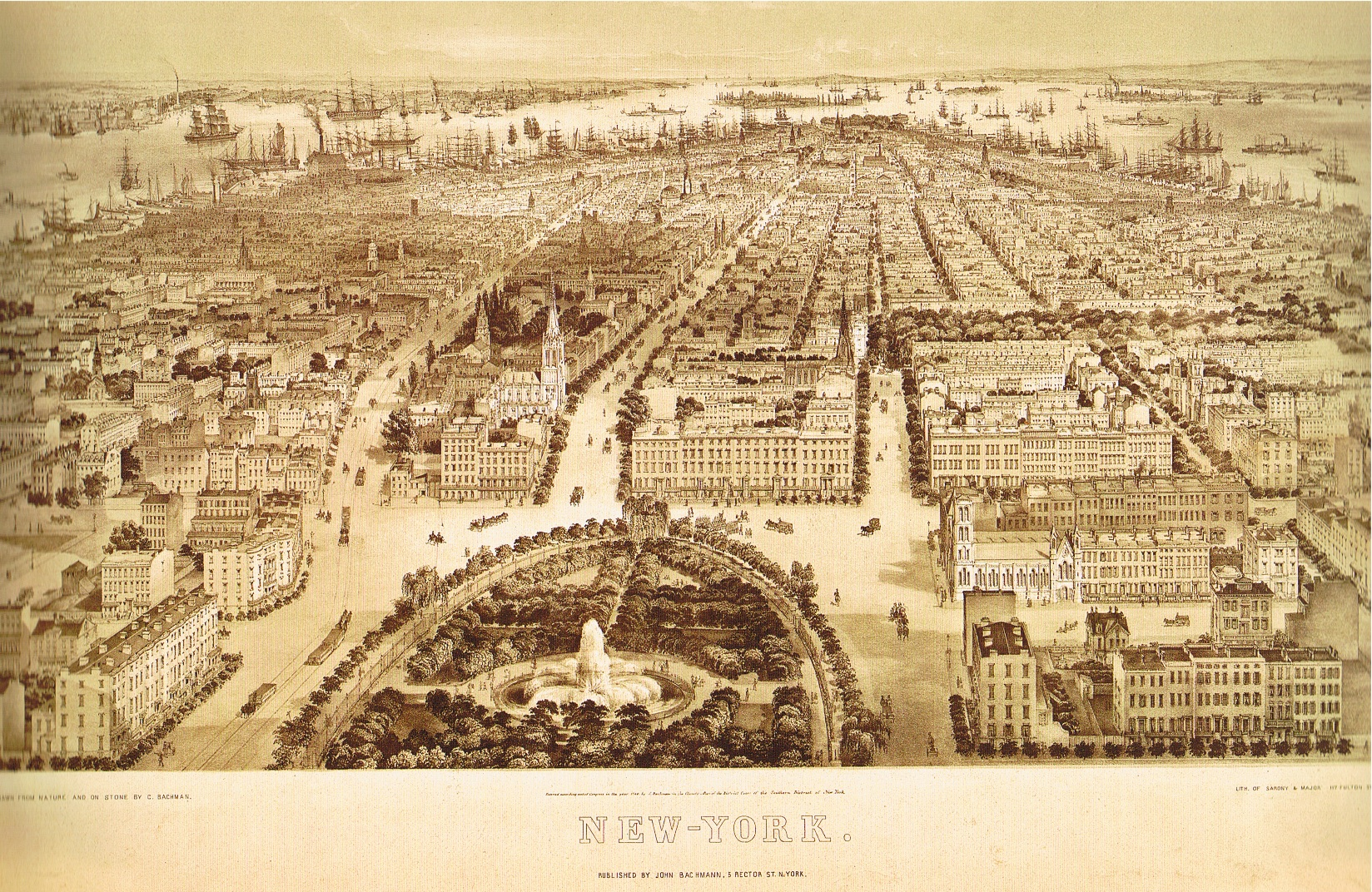
1849年紐約曼哈頓區

1765年英國印花法令和其他新殖民措施激起北美殖民地人們的異議，印花法令大會在紐約市舉行第一次組織性的會議，導致自由之子在1766年至1776年間，與當地駐紮的英國軍隊產生許多小規模衝突，逐漸成為整個北美殖民地對英國威權的抵抗。1776年末，大陸軍在長島戰役中受到挫敗後，喬治·華盛頓將軍隊撤退到曼哈頓島，但隨後又在華盛頓堡攻城戰中失敗，曼哈頓島實際上為英國人所控制。紐約市因此成為英國效忠派難民的避風港，也成為整個戰爭中的英國重要軍事據點，也因此該地區成為華盛頓在整個戰爭期間，進行間諜活動和蒐集情報的焦點所在。
戰爭期間，紐約因為發生兩次起因可疑的火災，遭到嚴重的破壞，英國效忠派及北美愛國者互相指責對方縱火。在戰爭期間，這座城市成為英國在北美的政治、軍事行動中心。大陸軍軍官內森·黑爾因從事間諜活動被捕，在曼哈頓遭到絞死。此外，英國人也將大部分被俘的大陸軍戰俘關押在布魯克林東河對面的沃林灣（WallaboutBay）監獄船上。根據估計，這監獄戰艦上所喪生的美國人，比在戰場上喪生的所有美國人還多。英國佔領紐約一直持續到1783年11月25日。當英國戰敗，最後一批英軍隊撤離這座城市時，華盛頓在當天凱旋進入紐約市。
從1785年開始，國會根據《邦聯條例》在紐約市召開會議。1789年，根據新的美國憲法，紐約市被指定成為臨時首都。憲法還創建美國國會，其第一次開會地點是華爾街的聯邦大廳（今稱為聯邦國家紀念堂）。聯邦大廳不僅是美國第一個最高法院坐落地，美國的權利法案也在那裡起草和批准的，喬治·華盛頓也在聯邦大廳就任美國第一任總統。直到1790年以前，紐約一直是美國的首都，之後首都角色被轉移到南邊的費城。
在19世紀，這座城市因移民的湧入而持續改變，一項名為「1811年高級專員計畫」（Commissioners' Plan of 1811）具有發展遠見的提案，將城市街道網格擴展到涵蓋到整個曼哈頓，並於1825年開通伊利運河，連接大西洋港口到美國中西部和加拿大廣闊的農業市場，使紐約市變成溝通美國內陸至東部沿岸的樞紐。到1835年，紐約人口已超過費城成為美國最大的城市。紐約發展成為一個經濟中心，重要功臣是亞歷山大·漢密爾頓，在他擔任第一任財政部長時對於紐約有許多的政策和成果。
紐約市的樞紐地位導致大量移民湧入，多是來自歐洲的戰亂移民，主要聚居於曼哈頓區。且在1845至1850年間，愛爾蘭大饑荒導致更大量移民湧入紐約。在1850年，愛爾蘭人已經佔紐約市人口的四分之一。在1840到1850年代，紐約市警察局和許多公立學校等政府機構接連成立，以因應大量移民及當地居民日益增長的需求，紐約市開始高速發展

## 內戰時期與移民湧入

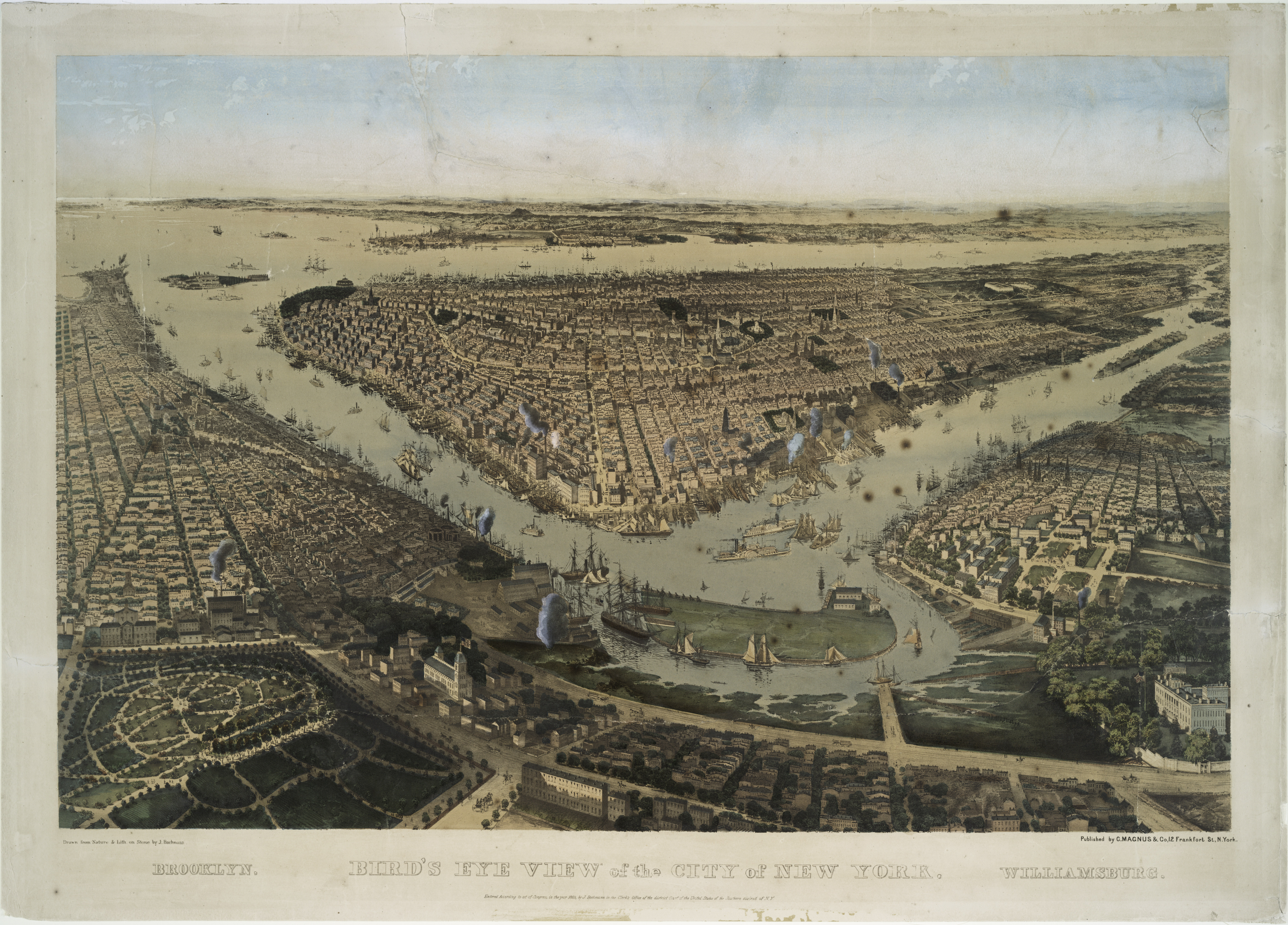
1859年紐約市鳥瞰圖

1855年，第一個來自坦慕尼協會的费尔南多·伍德就任紐約市市長。該協會扮演愛爾蘭移民支持的民主黨政治機器，在19世紀後半主導紐約市的區域政治直到1930年代。當時具有公眾意識的商人組織成員，要求在紐約市建造中央公園，該公園的設計競賽於1857年開啟並建造，建成之後成為美國眾城市中的第一個城市景觀公園。
在美國內戰（1861-1865年）期間，這座城市受到極大影響，因為該市經濟與南方一向有著強大的商業聯繫。戰前，紐約港出口貿易的一半金額是與棉花有關，包括來自北方工廠的紡織品。在南北戰爭爆發時，移民人口持續增長進駐，他們對戰爭徵兵制度特別感到憤怒，造成紐約市居民對北方聯邦和南方邦聯的認同感產生很大的對立。該緊張局勢逐步升高，紐約陸續爆發示威，反對林肯總統頒發的動員令。在1863年白人移民發起的紐約徵兵暴動中，衝突達到最高潮，暴民四處襲擊黑人社區及廢奴主義者的家園，許多黑人因此離開曼哈頓，搬到了布魯克林。
內戰結束後，美國工業快速成長，美國進入鍍金年代（1878-1889）。紐約市的經濟上層階級快速累積財富，紐約五區（borough）逐漸發展成熟，在1918年五個行政區合併成為現今的紐約市。在此同時，擔任生產勞動力的貧窮移民亦大量湧入，尤其是來自歐洲的移民人數更加急劇上升，紐約市成為數百萬人前往美國尋求新生活的第一站。
隨著1886年10月自由女神像的揭幕，紐約所扮演移民追求理想的希望角色，更加得到世人的普遍公認。

## 20世紀前半

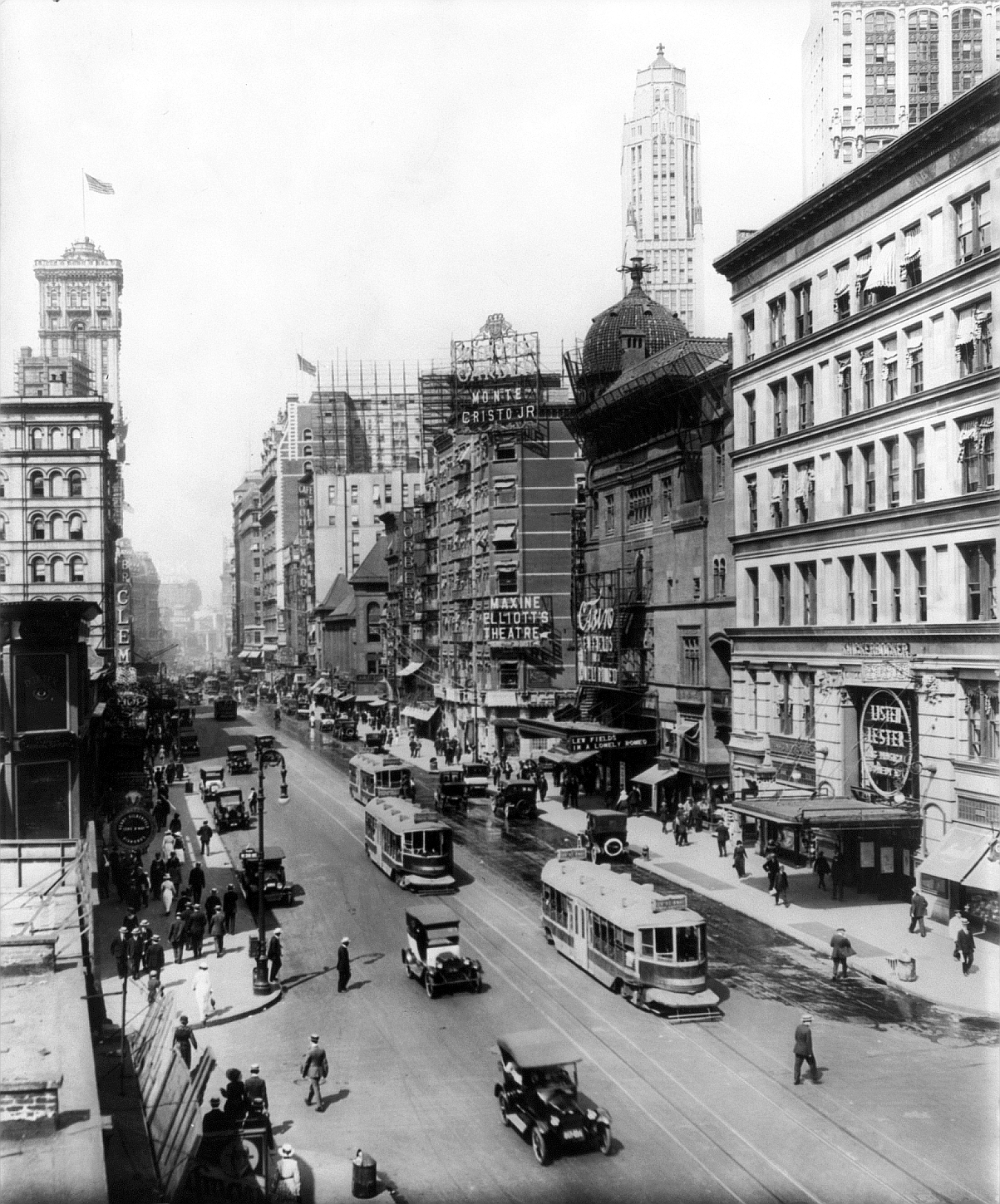
1920年代紐約百老匯劇院

從1890年到1930年，紐約市是全國關注的焦點，都市內的摩天大樓和旅遊景點都在廣泛地宣傳。都會周邊還有郊區存在，但主要是提供市中心工作通勤者的住宅社區。當時的美國，舊金山主導西部發展，亞特蘭大領先南部廣大區域，波士頓率領整個新英格蘭，全國鐵路樞紐芝加哥在美國中西部擔任主導地位；但整體觀之，紐約市在通訊、貿易、金融、流行文化和高雅文化等方面都是引領整個國家。在1920年，美國300家最大的公司中，有超過四分之一的公司總部設在紐約。
1898年，隨著布魯克林、曼哈頓和外圍地區的合併，逐步形成現代紐約市的行政區域。曼哈頓區和布朗克斯區被設定成為市內兩個獨立的行政區，並與相鄰的其他三個行政區合併。新的布魯克林區合併原本獨立的布魯克林市，新建立布魯克林大橋與曼哈頓相連；新的皇后區則是由原本皇后郡西部所分離出。1914年，紐約州立法機構創建布朗克斯郡，使紐約的五個郡與五個行政區完整相連，組成一個號稱「大紐約」的新市政府
布朗克斯區在1898年至1929年期間，曾經歷30年發展的繁榮期，人口從1900年的20萬，快速增長到1930年的130萬，增長了六倍。接著而來的經濟大蕭條造成紐約市的經濟增長放緩、失業激增，勞動人口尤其受到衝擊。
1904年6月15日，遊覽輪船General Slocum起火沉沒，造成一千多人的喪生，其中大部分是德國移民婦女和兒童，是紐約市最嚴重的海上災難。1911年3月25日，格林威治村製衣廠大火奪走了146名工人的生命。事後檢討改進，紐約市在消防局、建築規範和工作場所法規方面做了許多的改善措施。
在整個20世紀上半葉，紐約市成為在工業、商業和通訊的世界中心，1909年藉著舉行哈德遜-富爾頓慶典活動（Hudson–Fulton Celebration），彰顯紐約市的影響力不斷上升。1904年，跨區捷運公司(InterboroughRapidTransit)（開始運營，把紐約市五區連結起來。鐵路運輸也蓬勃發展，紐約市內的中央車站和賓夕法尼亞車站的建立，使紐約市成為美國城市間運輸重要集聚地。一系列計畫性的交通網絡建設，與來自歐洲的移民高峰相呼應，推進紐約市的快速發展。
1940年，紐約成為美國農業地區大遷徙期間的主要目的地，南方非裔美國人大量進住紐約市，代表黑人文化崛起的哈林文藝復興，在1920禁酒令年代開始蓬勃發展。第一次世界大戰中，許多國際貿易路線中斷，紐約市的變化因此稍微緩和，犯罪率和貧困率因而有所降低。在戰後的移民限制法案縮減過度的移民湧入，之後的經濟大蕭條，更是減少紐約市對新勞動力的需求。這些連續的事件改變，正式結束了紐約市的鍍金年代。隨著紐約市人口暫時趨於穩定，工會組織開始幫助工人階級爭取新的保護，並促進中產階級的生活富足。
在大蕭條的艱難歲月中，改革者菲奧雷洛·亨利·拉瓜迪亞當選為紐約市市長，而坦慕尼協會在歷經80年的政治統治後，結束其影響力。市政府的基礎設施在拉瓜迪亞市長的領導下，積極進行重大建設。當時的公園高級專員羅伯·摩斯備受爭議，但成功地拯救一些住宅區的凋零，藉著擴建公園、改造街道，並且重組紐約市建設的分區管制。經過連續的改造促進持續成長，紐約大都會在1925年超越曾經領先一世紀的倫敦大都會，成為全球人口最多的城市。
儘管曾經受到經濟大蕭條的衝擊，但世界上一些最高的摩天大樓，在1930年代在紐約市接連建造，紛紛成為全球性地標。裝飾藝術風格的建築定義了紐約市的天際線，例如克萊斯勒大廈、帝國大廈和洛克菲勒中心，都具有都會城市的標誌性。在二戰的前後，羅伯·摩斯協調建造紐約市的橋樑、公園和車行大道，重塑紐約大都會的廣大周邊地區，各項建設促進美國成為以汽車為中心的現代主義代表城市。

## 二戰後的轉變

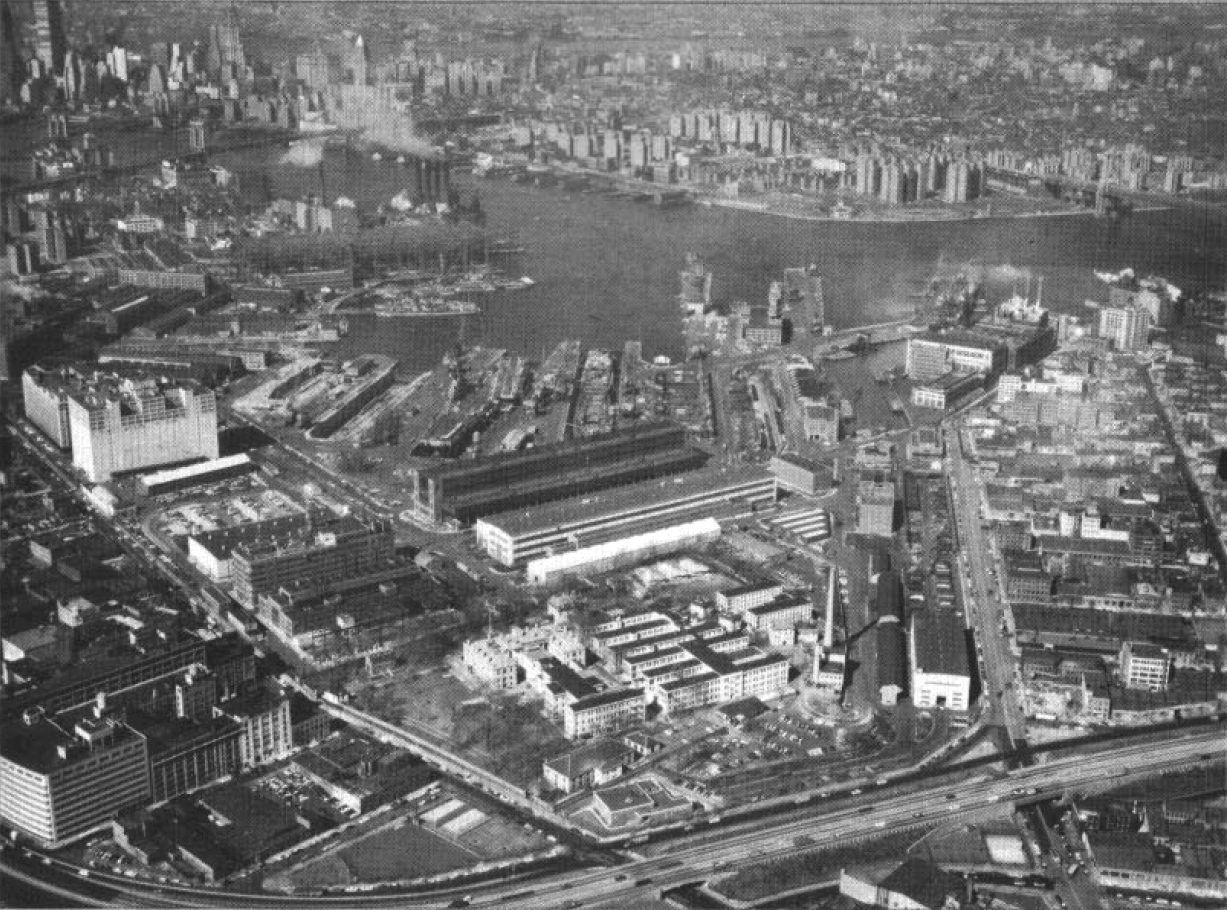
1960年代紐約市鳥瞰圖

二戰中美國本土幾乎未受波及，戰爭結束後，從歐洲返回的退役軍人加上大批歐洲移民逃避戰火而移居美國，創造戰後的經濟繁榮，使紐約市成為當時世界最領先的城市。大都會高度成長刺激紐約市民對新住房的需求，在美國軍人權利法案的促成下，紐約市皇后區東部和納蘇縣大片郊區住宅社區開始快速發展。戰後時期，攝影師ToddWebb全面且大量地拍攝這座城市每個角落，成為珍貴的紐約發展歷史記錄。
紐約在戰爭後脫穎而出，成為全球領先的大都會，華爾街金融中心更是引領著美國的崛起。1951年，聯合國從其位於皇后區法拉盛草原可樂娜公園的原本總部遷至曼哈頓東區。在1960年代後期，珍·雅各（Jane Jacobs）的反城市更新觀點越來越被一般市民接受，房地產開發商以及現代城市改造者羅伯·摩斯（Robert Moses）的觀點開始不再受到市民絕對的歡迎。公民採取極力行動，成功抗爭阻止原本預擬在曼哈頓下城修建高速公路的計畫。
在經歷的戰爭所帶來的繁榮之後，布朗克斯區從1950年到1985年開始翻轉下降，區內住民從原本主要是中等收入民眾，轉變成為低收入民眾，暴力犯罪率和貧困率持續上升。直到1980年代後期開始，布朗克斯區再次展開經濟發展與社區復甦，一直持續到今日。
戰後紐約的工業基礎反轉向下，以服務業為核心的經濟轉型加快發展，許多大公司將原本在紐約的總部搬到郊區或更為偏遠的城市。大型造船業景氣不再，港口也轉變為貨櫃船停泊裝卸，許多碼頭工人及傳統港口工作者失去就業機會。但服務業增長迅速且猛烈，尤其是金融、教育、醫藥、旅遊、通訊和法律的專業服務快速發展。服務業大量取代工業立足大都會，使紐約至今仍然是美國最大的城市和都會，也是最大的金融、商業、資訊和文化中心。
紐約市與美國許多主要城市一樣，在1960年代後期遭受種族騷亂、幫派鬥爭以及市區人口下降。街頭激進活動者以及「黑豹」(BlackPanthers）和「青年領主」(Young Lords）等少數群體，進行組織活動以「罷繳房租」(rentstrike）和「垃圾攻勢」(garbage offensives)，要求政府改善城市貧困地區的公眾服務。他們還設立了免費健康診所並提供其他指導，協助市民進行組織並大力爭取「權力歸於人民」(PowertothePeople)。
這個時期紐約市政府的財政開始快速惡化，在1975年，紐約市政府被迫接受紐約州政府加強的財務審查，甚至必須透過Felix Rohatyn所領導的市政援助公司進行聯邦貸款和債務重整，才能免於破產。
在社會動盪之中，1970年代，這座城市已轉變成為犯罪猖獗的歷史遺跡。大都會轉向郊區擴張，市中心部分地區亦開始重建。原來居於市中心的白人紛紛遷往郊區，而一些黑人和拉丁裔，則搬至舊區居住。犯罪活動在這座城市四處進行，1977年紐約市大停電中的搶劫及縱火以及「山姆之子」(Son of Sam）大衛·伯科維茨連環殺人事件的衝擊，讓紐約市成為世人印象中的犯罪之都。 

## 1978-現在

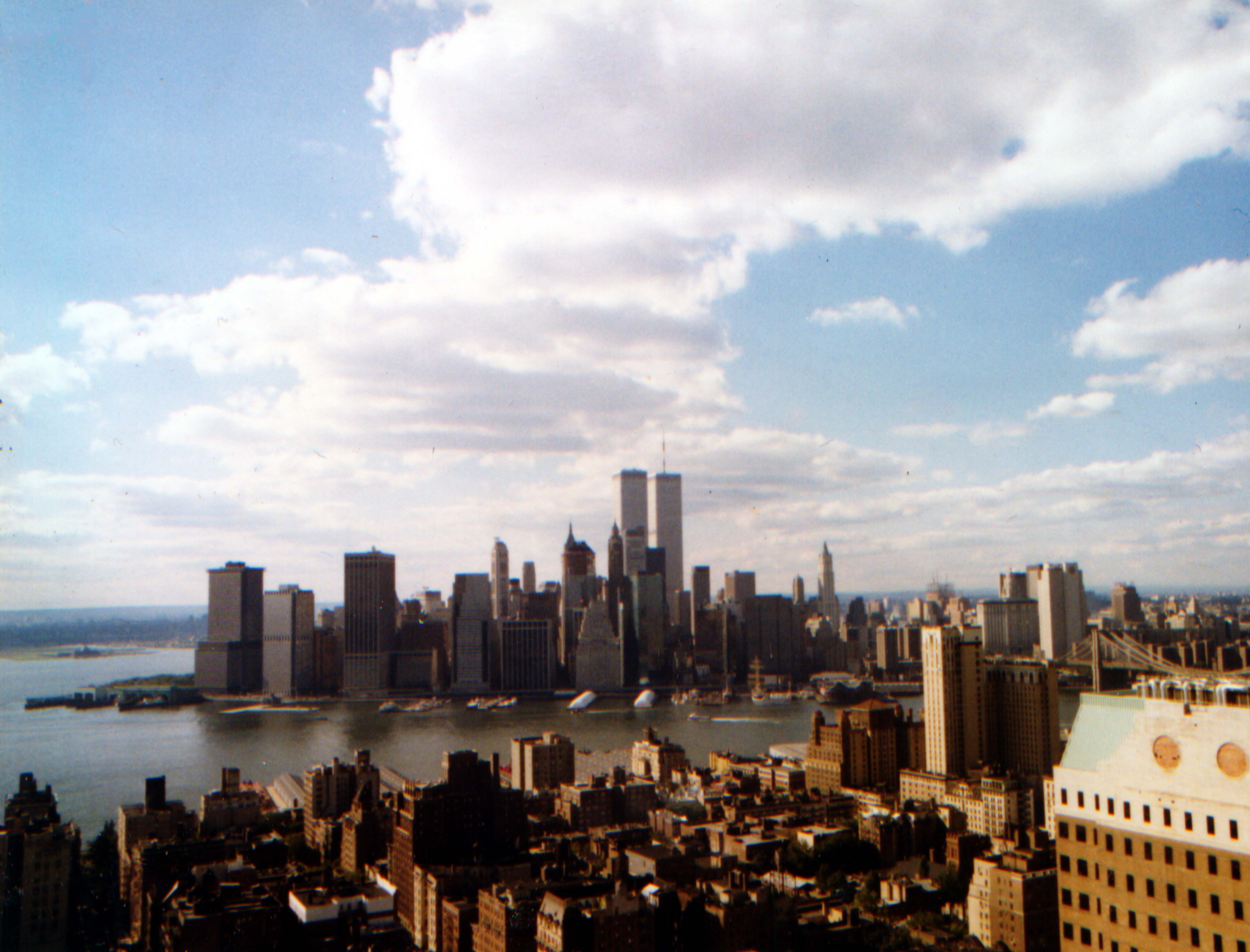
1988年紐約市天際線

### 柯屈市長任內
1980年代，市長艾德·柯屈成功達成紐約市的預算平衡，使該市重新進入債券市場並籌集資金，有效地結束了市政府財政危機。在這個階段，紐約市持續經歷小幅度的繁榮和蕭條交替循環，華爾街的榮景助長投機性房地產市場，失業人數明顯下降。但無家可歸是紐約市另一個嚴重問題。市長艾德·柯屈一再警告，污穢、犯罪和種族緊張等問題，一直在削弱城市機能，因此他高度重視社區重建和基礎設施建設。持續改造舊社區，並將低端出租房屋改造成合作公寓，帶來新企業、專業人士和商人的進駐。1986年，紐約市立法禁止在就業和住房等問題上歧視同性戀者。
但紐約的高犯罪率和秩序混亂的仍然是紐約市民日常生活所面對的恐懼。1989年，一名中央公園慢跑女性遭到暴徒的毒打和強姦，引起社會極大的關注。但非法毒品交易加速發展，城市內被劃分成為不同毒梟佔領的區域，黑幫爭奪販毒地盤，導致謀殺率飆升。紐約市的犯罪傳染現象，被稱為「霹靂古柯鹼流行病」(crackepidemic)，特別是地鐵交通成為犯罪流行的最大受害者，每年在地鐵上發生的犯罪行為，比世界上任何其他地鐵系統都多。

### 丁金斯市長任內
1989年，戴維·丁金斯成為紐約市第一位黑人市長。在他執政期間，犯罪率繼續下降，但種族持續衝突不斷，和經濟陷入疲軟。1993年1月紐約市的失業率高達13.4%，是30年代大蕭條以來的新高點。就在紐約失業率最悲慘的時刻，1993年2月26日，一輛汽車炸彈在紐約世貿中心一號樓地下車庫引爆。卡車上裝有1,336磅尿素硝酸鹽-氫氣的增強爆炸裝置意圖炸垮世貿中心北塔，並撞向南塔，以造成數萬人死亡。雖然炸彈爆炸後，暴力屠殺的意圖沒有完全實現，但仍然有六人死亡，並導致一千多人受傷。災難之後的紀念碑上寫道：「這次恐怖襲擊殺害無辜人們，傷害數千人，而且我們全體都成為受難者」。

### 朱利安尼市長任內
紐約市在1990年代中後期開始反彈，經濟的穩步擴張，華爾街股市繁榮，犯罪率也急劇下降，但高失業率仍然是紐約的問題。市長魯迪·朱利安尼(RudolphGiuliani)曾經是聯邦檢察官，他因振興時代廣場，並積極打擊犯罪，使這座城市更適合人們居住，而受到許多人的讚譽。由於全球經濟的的成長，紐約特別受益於其高度發達的交通，通訊基礎設施，以及龐大的人口數。在十年之中，這座城市的形像從過氣的破敗的大都市，轉變為世界上最傑出的全球化城市之一。
2001年9月11日，與基地組織有關聯的恐怖分子，駕駛兩架被劫持的客機，攻擊紐約世貿中心110層高的雙塔。9月11日凌晨，原本準備長距離飛行並滿載燃料的飛機，在飛行途中被劫持，並故意飛向紐約市中心，撞上紐約世貿中心大樓。在飛機撞擊過程中，造成建築物的結構損壞，大樓出現巨大窟窿，流出的燃油造成熊熊大火，導致兩座大樓燃燒，在不到兩個小時內完全倒塌。該次恐怖行動也同時劫機對維吉尼亞州阿靈頓五角大廈的進行同時襲擊，另有劫機在賓夕法尼亞州的尚克斯維爾墜毀，911襲擊全案導致2,977名遇難者在恐怖攻擊中喪生。
由於世貿中心雙子塔的倒塌，數十萬噸有毒碎片含有2,500多種污染物及致癌物質散佈在曼哈頓下城。據稱，人們接觸碎片中的毒素會導致使人衰弱的疾病，甚至致命。布希政府立即以國家安全為由，命令環境保護部門(EPA)在襲擊發生後監測空氣品質，並發布資訊以安人心。環保部門的監測顯示，直到2002年6月才確定空氣品質恢復到911事件之前的水準。在該次襲擊發生後，基於防止進一步襲擊，且出於對事件受難者的尊重，紐約市的許多活動關閉、疏散或取消，直到2002年5月底，紐約市政府徹底完成世貿中心遺址的清理工作。
因為911事件的襲擊，導致商業暫時從曼哈頓下城轉移到曼哈頓中城、澤西城和布魯克林等地。經濟移轉規模相當大，甚至因此需要重新定位幾個電視頻道的廣播天線。襲擊發生後，經濟受到的影響主要是出口部門，在之後的三個月內，造成每月大約430,000個工作崗位的流失，相當於總計28億美元的工資損失。災難發生後到2002年終，紐約市的GDP估計下降了273億美元。美國聯邦政府在2001年9月向紐約市政府提供了112億美元的即時援助，2002年初，聯邦政府為紐約市再提供105億美元的援助，以協助經濟發展和基礎設施的需求。
2001年11月12日，美國航空公司587航班從約翰·甘迺迪國際機場起飛後不久墜毀在皇后區Belle Harbor附近，機上260人全部遇難，地面上也有5人因此死亡。這是美國本土發生的第二大航空事故。由於這次事件在911事件後不久發生，各界擔心是另一次恐怖主義行為所致，但最終調查發現，該次墜機純粹是由飛行員失誤造成的。

### 彭博市長任內
2001年，媒體大亨麥克·彭博當選紐約市市長，並於2005年和2009年兩次連任當選。彭博市長使用科學統計方法進行城市管理，依據專業知能任命城市官員，並高度賦予決策自主權。他打破過往190年的傳統，實施開放辦公室計畫，讓數十名管理人員和行政助手坐在大房間內共同處理業務，類似華爾街交易大廳的低阻隔空間。該無障礙的設計旨在促成政策的問責制和可及性。
在彭博的任內，推動公共部門和私營部門的建築規劃，每年頒發超過25,000個新住宅的許可證。在一波波住宅建設熱潮中，改造重塑紐約市的大部分地區。在爭取2012年夏季奧運會的競標過程中，紐約原本是決賽的入圍者之一。為爭取主辦權，紐約市政府建設新的體育場取代謝伊體育場，並延長7號線地鐵的服務範圍，奧運主辦的爭取過程使紐約大都會的更新工作更加速進行。
2003年8月14日下午4點北美大停電，紐約市也在波及的範圍內，全市意外停電長達一天多。在停電期間，通訊服務的應急發電機多次故障，導致緊急服務電話號碼911機房停電多次，影響市內的救急工作。美國許多電視頻道網絡及有線電視網絡，因缺電而無法播出各項救難訊息。幸好紐約市的業餘無線電網絡配有應急電源，及時為緊急避難所和醫院提供備用的通信線路。但這次災難與1977年紐約市大停電的情形不同，過程中紐約並未發生重大搶劫。
2011年8月24日至25日晚上，颶風艾琳侵襲紐約，帶來破壞性的風暴。在曼哈頓，哈德遜河嚴重淹沒肉類加工區；郊區長島的長灘和弗里波特都經歷嚴重的洪水，許多道路無法通行。在工作人員努力抵禦風災下，世貿中心遺址免於颶風重大破壞，但因此錯過911事件的十週年紀念儀式。在紐約郊區，大風吹倒許多樹木和電線，使拿索郡(紐約州)和沙福郡附近的35萬戶家庭和企業因而斷電。
2012年10月29日晚，颶風桑迪為紐約市帶來另一場破壞性風暴，洪水淹沒曼哈頓下城和該市其他地區的眾多街道、隧道和地鐵線路，並切斷許多地區的電力供應。紐約證券交易所因此關閉，停止兩天金融交易，是交易所自1985年以來首次因天氣因素關閉。東河氾濫成災，砲台公園的水位高達13.88英尺，洪水淹沒曼哈頓下城的大部分地區，河下的7條地鐵隧道被洪水灌入是大都會運輸署在108年營運史上最嚴重的災難。在風暴破壞下，超過100億加侖未經處理的城市污水被釋出，大量進入紐約和新澤西及其周邊地區，災後的公共衛生因此急劇惡化。

### 白思豪市長任內
比爾·白思豪(BilldeBlasio)在2013紐約市市長選舉中獲勝，並於2014年1月1日由前總統比爾·柯林頓監誓下就任市長。
2017年，由於市內的地鐵、公車和鐵路多年延宕維護後，正式宣布進入交通危機。紐約市政府提出擁塞收費方案(Congestion pricing)，以試圖疏解擁擠的交通。市政府同時宣布地鐵「行動計畫」(actionplan)和徵集「天才挑戰」(genius challenge)也成為可能的解決方案。紐約市的自行車道有足夠的鋪設，在交通擁擠下，部分紐約市民轉向以自行車行動，平日經常藉由自行車移動者近80萬人。2017年10月31日，一名男子駕駛一輛偷來的汽車闖入哈德遜河公園的自行車道，造成自行車騎士8人死亡、15人受傷。
在新冠肺炎(COVID-19)大流行期間，紐約市在2020年3月22日至6月8日期間進入封鎖狀態。在這段期間，紐約州確診病例數是美國最高，而紐約市在州內因新冠肺炎死亡的人數最多，當時美國病例總數的三分之一發生在紐約市。在紐約市第一起病例到第4階段（7月20日）重新開放之間，紐約市有超過218,000例新冠肺炎的病例，其中包括18,787例病人因此死亡。重新開放到10月初，紐約市又暴發20個社區成聚集風險區，佔全州病例的26%。緊急狀態中，州長安德魯·古莫宣布在高風險社區直接執行疫情的相關限制。
在新冠病毒流行期間，市長白思豪將宗教組織的聚集人數比例限縮為25%，相對其他活動的限縮比例為50%天主教神父和猶太會眾於6月針對州長古莫和市長白思豪，提出聯邦訴訟，認為該項政策為歧視。該政策措施最終遭到美國聯邦法官判決撤銷，市長白思豪向天主教及猶太教教會組織道歉。

## 參閱
- 哈林區
- 上西區
- 曼克頓華人區
- 曼克頓金融區
- 第五大道
- 百老匯
- 華爾街
- 自由島
- 總督島
- 羅斯福島